# مغزلية السعادين
مغزلية السعادين (الاسم العلمي: Fusobacterium simiae) هي نوع من البكتيريا يتبع جنس المغزلية من الفصيلة المغزلية.